# Рудка (притока Борзни)
Ру́дка — річка в Україні, у Борзнянському районі Чернігівської області. Ліва притока Борзни (басейн Дніпра).

## Опис
Довжина річки 12 км., похил річки — 1,0 м/км. Площа басейну 204 км².

## Розташування
Бере початок на північній стороні від Хорошого Озера. Тече переважно на пінічний схід через Сиволож і біля Малої Загорівки впадає у річку Борзну, праву притоку Дочи.